# Parasteatoda songi
Parasteatoda songi là một loài nhện trong họ Theridiidae.
Loài này thuộc chi Parasteatoda. Parasteatoda songi được Chuandian Zhu miêu tả năm 1998.